# Ag2r La Mondiale/Saison 2011
Dieser Artikel listet Erfolge und Fahrer des Radsportteams Ag2r La Mondiale in der Saison 2011 auf.

## Erfolge in der UCI World Tour
In der Saison 2011 gelangen dem Team nachstehende Erfolge in der UCI World Tour.
| Datum      | Rennen                    | Fahrer        |
| ---------- | ------------------------- | ------------- |
| 18. Mai    | 11. Etappe Giro d’Italia  | John Gadret   |
| 7. Oktober | 3. Etappe Tour of Beijing | Nicolas Roche |

## Erfolge in der UCI Europe Tour
In der Saison 2011 gelangen dem Team nachstehende Erfolge in der UCI Europe Tour.
| Datum         | Rennen                             | Kat. | Fahrer         |
| ------------- | ---------------------------------- | ---- | -------------- |
| 3. Februar    | 2. Etappe Étoile de Bessèges       | 2.1  | Lloyd Mondory  |
| 2.–6. Februar | Gesamtwertung Étoile de Bessèges   | 2.1  | Anthony Ravard |
| 21. August    | Châteauroux Classic de l’Indre     | 1.1  | Anthony Ravard |
| 25. August    | 4. Etappe Tour du Poitou Charentes | 2.1  | Anthony Ravard |

## Abgänge – Zugänge
| Zugänge                | Team 2010            | Abgänge            | Team 2011                  |
| ---------------------- | -------------------- | ------------------ | -------------------------- |
| Mathieu Perget         | Caisse d’Epargne     | Gatis Smukulis     | HTC-Highroad               |
| Mickaël Chérel         | FDJ                  | Ludovic Turpin     | Saur-Sojasun               |
| Jean-Christophe Péraud | Omega Pharma-Lotto   | Alexander Jefimkin | Team Type 1-Sanofi Aventis |
| Sébastien Minard       | Cofidis              | Nicolas Rousseau   | Big Mat-Auber 93           |
| Matteo Montaguti       | De Rosa-Stac Plastic | René Mandri        | Endura Racing              |
| Romain Lemarchand      | Big Mat-Auber 93     | Tadej Valjavec     | Manisaspor Cycling Team    |
|                        |                      | José Luis Arrieta  | Karriereende               |

## Mannschaft
| Name                   | Geburtstag         | Nationalität |              |
| ---------------------- | ------------------ | ------------ | ------------ |
| Julien Bérard          | 27. Juli 1987      | Frankreich   |              |
| Guillaume Bonnafond    | 23. Juni 1987      | Frankreich   |              |
| Maxime Bouet           | 3. November 1986   | Frankreich   |              |
| Dimitri Champion       | 6. September 1983  | Frankreich   |              |
| Mickaël Chérel         | 17. März 1986      | Frankreich   |              |
| Cyril Dessel           | 29. November 1974  | Frankreich   |              |
| Hubert Dupont          | 13. November 1980  | Frankreich   |              |
| Martin Elmiger         | 23. September 1978 | Schweiz      |              |
| John Gadret            | 22. April 1979     | Frankreich   |              |
| Ben Gastauer           | 14. November 1987  | Luxemburg    |              |
| Kristof Goddaert       | 21. November 1986  | Belgien      |              |
| Sébastien Hinault      | 11. Februar 1974   | Frankreich   |              |
| Steve Houanard         | 2. April 1986      | Frankreich   |              |
| Blel Kadri             | 3. September 1986  | Frankreich   |              |
| Jurij Kriwzow          | 7. Februar 1979    | Ukraine      |              |
| David Le Lay           | 30. Dezember 1979  | Frankreich   |              |
| Romain Lemarchand      | 26. Juli 1987      | Frankreich   |              |
| Julien Loubet          | 11. Januar 1985    | Frankreich   |              |
| Sébastien Minard       | 12. Juni 1982      | Frankreich   |              |
| Lloyd Mondory          | 26. April 1982     | Frankreich   |              |
| Matteo Montaguti       | 6. Januar 1984     | Italien      |              |
| Rinaldo Nocentini      | 25. September 1977 | Italien      |              |
| Jean-Christophe Péraud | 22. Mai 1977       | Frankreich   |              |
| Mathieu Perget         | 18. September 1984 | Frankreich   |              |
| Anthony Ravard         | 28. September 1983 | Frankreich   |              |
| Christophe Riblon      | 17. Januar 1981    | Frankreich   |              |
| Nicolas Roche          | 3. Juli 1984       | Irland       |              |
| Stagiaires             | Stagiaires         | Nationalität | Nationalität |
| Axel Domont            | Axel Domont        | Frankreich   |              |
| Yannick Martinez       | Yannick Martinez   | Frankreich   |              |
| Mathieu Teychenne      | Mathieu Teychenne  | Frankreich   |              |